# Rolls-Royce Kestrel
«Роллс-Ройс Кестрел» (англ. Rolls-Royce Kestrel) — 21,25-літровий, поршневий, 12-ти циліндровий, V-подібний авіаційний двигун з рідинним охолодженням виробництва британської компанії Rolls-Royce Limited. Це був їхній перший двигун з литим блоком циліндрів, який використовувався в подальшому як шаблон для більшості майбутніх конструкцій поршневих двигунів розроблення британської компанії. Використовувався в міжвоєнний період, був встановлений на ряд британських винищувачів і бомбардувальників тієї епохи, включно з сімейством Hawker Fury, Hawker Hart і Handley Page Heyford. Двигун «Кестрел» також був проданий замовникам повітряних сил інших держав, зокрема він використовувався на прототипах німецьких винищувача Messerschmitt Bf 109 та пікіруючого бомбардувальника Junkers Ju 87 «Stuka», оскільки двигуни Junkers Jumo 210 не були готові до встановлення. Кілька зразків двигуна «Кестрел» залишаються придатними до польотів і сьогодні.
Свою назву, відповідно до прийнятої на фірмі системи найменувань, двигун отримав на честь боривітра — дрібного хижака сімейства соколоподібних.

## Застосування

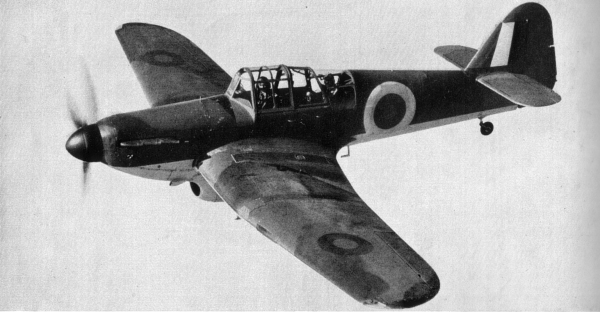
Miles Master, оснащений двигуном «Кестрел»

- Airco DH.9
- Avro Antelope
- Blackburn Nautilus
- Blackburn Sydney
- Dornier Do J
- Fairey Firefly II
- Fairey Fleetwing
- Fairey Fox
- Fairey Hendon
- Fairey S.9/30[1]
- Fokker C.V
- Fokker C.X (прототип)
- Fokker D.XVII
- Gloster Gnatsnapper
- Gloster TC.33[2]
- Gloster TSR.38
- Handley Page Hamilton
- Handley Page Heyford
- Handley Page H.P.30
- Hawker Audax
- Hawker Demon
- Hawker Fury
- Hawker Hardy
- Hawker Hart
- Hawker Hind
- Hawker Hornet
- Hawker Nimrod
- Hawker Osprey
- Heinkel He 70 G-1
- Heinkel He 112 (прототип)
- Henschel Hs 122 (прототип)
- Junkers Ju 86 (пропонувався)
- Junkers Ju 87 (прототип)
- Messerschmitt Bf 109 (прототип)
- Miles Master
- Miles Kestrel
- Parnall Pipit
- Praga E-45[3]
- Renard R.31
- Saro A.10
- Short Gurnard
- Short Singapore
- Supermarine Scapa
- Supermarine Southampton
- Vickers F.21/26
- Vickers Type 150
- Vickers Type 163
- Westland Wizard